# 호목
호목(태국어: ห่อหมก), 목(라오어: ຫມົກ), 또는 아목(크메르어: ហហ្មុក)은 바나나 잎에 커리 페이스트와 코코넛크림을 넣어 만든 커리를 바나나잎으로 만든 그릇에 담아 찐 음식이다. 주재료로는 생선이나 채소, 고기 등이 쓰이며, 흔히 코코넛크림을 얹어서 먹는다. 태국과 라오스, 캄보디아 등지에서 즐겨 먹는 음식이며, 특히 캄보디아의 아목 뜨러이(생선 아목)가 유명하다.

## 종류
- 닭고기: 아목 삿 모언(크메르어: អាម៉ុកសាច់មាន់), 호목 까이(태국어: ห่อหมกไก่)
- 두부: 호목 따오후(태국어: ห่อหมกเต้าหู้)
- 복족류: 아목 컁(크메르어: អាម៉ុកខ្យង)
- 생선: 목 빠(라오어: ຫມົກປາ), 아목 뜨러이(크메르어: អាម៉ុកត្រី), 호목 쁠라(태국어: ห่อหมกปลา)
- 알: 목 카이(라오어: ຫມົກໄຂ່)
- 조류: 목 카이(라오어: ຫມົກໄຄ)
- 죽순: 목 노마이(라오어: ຫມົກຫນໍ່ໄມ້), 호목 노마이(태국어: ห่อหมกหน่อไม้)

## 같이 보기
- 페페스